# Коти, Франсуа
Франсуа Коти (фр. François Coty; настоящее имя — Франсуа Спотюрно; фр. Joseph Marie Francois Spoturno; 3 мая 1874, Аяччо, Корсика — 25 июля 1934, Лувесьен) — французский парфюмер «прекрасной эпохи», один из крупнейших парфюмеров XX века. Также промышленник, инженер и предприниматель, владелец газеты Le Figaro, мэр города Аяччо (с 1931).

## Биография

### Детство
Родился в семье обнищавшего землевладельца Жана-Батиста Спотурно, состоявшего в родстве с Изабеллой Бонапарт, двоюродной сестрой Наполеона. Рано осиротел, с 7-летнего возраста его воспитывала бабушка Анна Мария. Из-за скудности средств семьи в юности не мог получить хорошего образования.

### Самостоятельная жизнь. Начало карьеры
В возрасте 13 лет Франсуа Спотюрно отправился в Марсель на поиски работы и устроился продавцом в галантерейную лавку. В 1898 году переехал в Париж, будучи назначенным на должность секретаря у Эммануэля Арена, своего бывшего армейского командира и сенатора III Республики. Именно Арен дал молодому человеку совет поменять фамилию на более благозвучную «парижскую» — Коти (Coty) — девичью фамилию матери Франсуа. Вскоре Коти познакомился с будущей женой — дворянкой Ивонн де Барон.
Однажды во время службы Коти секретарём его знакомый — владелец аптеки — попросил помочь ему в сортировке заказов клиентов и в подготовке составов для одеколонов. Это занятие так увлекло Коти, что он решил поменять фамилию, бросить свою прежнюю деятельность и оставить Париж. Он переехал в «столицу парфюмерии» — Грасс, где стал учеником Антуана Шири (фр. Antoine Chiris) — знаменитого парфюмера и промышленника того времени.

### Успех парфюмера

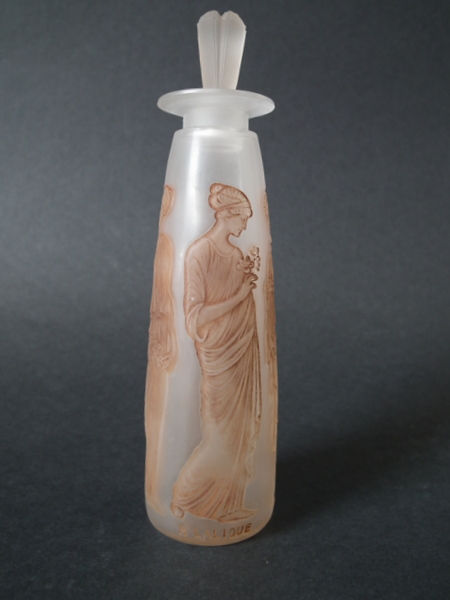
Флакон Рене Лалик Ambre Antique для духов Коти (ок. 1910).

В 1904 году увидели свет первые духи Франсуа Коти — Rose Jacqueminot. Название дано в честь популярного в то время сорта розы «генерал Жакмино». Успех пришёл, когда Коти в бутике, отказавшему ему в продаже, разбил флакон об пол. Почувствовав чудесный запах, посетители стали немедленно требовать этот парфюм — Rose Jacqueminot добилась признания в одно мгновение. В скором времени Коти стал самым популярным парфюмером, уже через несколько месяцев после создания Rose Jacqueminot он стал знаменитым и заработал свой первый миллион. Всё, что делал Коти, тут же признавалось эталоном изысканности и хорошего французского вкуса.
В 1905 году открылся первый магазин Коти в Париже, на улице Боэти. В этом же году появились духи L'Origan, принёсшие своему  создателю всемирную известность.
С 1908 года Коти начал сотрудничество с известным художником по стеклу и ювелиром Рене Лаликом, оказавшееся весьма плодотворным. Лалик создавал для духов Коти эксклюзивные флаконы, которые по праву можно назвать произведениями искусства. Согласно их концепции, исключительный «нектар» был достоин исключительного флакона.
В 1910 году был открыт филиал парфюмерного магазина Коти в Москве, в 1912 — в Лондоне, в 1913 — в Нью-Йорке. Были открыты магазины в Мексике, Аргентине и даже в Бразилии.
В 1917 году знаменитый парфюмер создал магистральные духи Chypre, настолько характерные, что они послужили отправной точкой в создании семейства «шипровых» духов с древесными нотами пачули, сандалового дерева, и в особенности запахом дубового мха, а также ладанника, ладана, бергамота и цветочными оттенками. Духи стали классическими.

### Пик и закат империи Коти
В течение жизни Коти освоил профессии парфюмера, промышленника, инженера, экономиста, финансиста, социолога. В 1931 году он был избран мэром города Аяччо, приобрёл газету Le Figaro, финансировал различные выставки и спортивные соревнования.
Но именно в это время — 1920-30-е годы — одновременно с наибольшим расцветом начался и закат его империи. Значительную часть своих средств Коти стал направлять на поддержку фашистских изданий и националистических организаций (Фэсо Жоржа Валуа, Огненные кресты Франсуа де ля Рока, Французская солидарность Жана Рено). Его капиталы стали постепенно сходить на нет, особенно после кризиса на Уолл-стрит.
В это же время жена Коти — Ивонн де Барон — не выдержав постоянных измен мужа, подала на развод и отсудила большую часть его состояния. Это стало последней каплей. В 1934 году Коти умер от пневмонии в бедности и одиночестве.
За всю свою жизнь Франсуа Коти создал свыше 130 ароматов, некоторые из которых — Chypre, L’Origan, Le Muguet, L’Aimant и Emeraude — вошли в плеяду самых популярных запахов XX века.

## Ароматы[3][4]
1904
- La Rose Jacqueminot — Р. Лалик (флакон)

1905
- L’Origan
- Ambre Antique
- La Jacée

1906
- Jasmin de Corse
- l’Ambréine
- La Violette Pourpre

1907
- l’Effleurt — Р. Лалик (флакон)

1909
- Cologne Cordon Vert
- Cologne Cordon Rouge

1910
- Ambre Antique — Р. Лалик (флакон)
- Muguet
- Lilas Blanc

1911
- Styx

1912
- Au Cœur des Calices
- L’Or

1913
- Au Coeur des Caices — Р. Лалик (флакон)
- Iris
- Cyclamen
- Héliotrope
- l’Entraînement

1914
- Lilas Pourpre
- L’œillet France
- Jacinthe
- La Violette Ambrée

1917
- Chypre de Coty

1920
- La Feuillaison
- Eau de Coty

1921
- Emeraude

1922
- Idylle
- Moia
- Paris
- Le Nouveau Cyclamen

1927
- L’Aimant

1934
- A'Suma — Пьер Камин (фр. Pierre Camin) (флакон)

## «Премия Коти»
В 2000 году Компания Коти учредила Премию в память об основателе всемирно известного торгового бренда — выдающегося французского парфюмера Франсуа Коти.
Компания ежегодно проводит конкурс «лучшего носа года» с вручением 
Cosmetic Valley's International Fragrance Prize (CVIFP) — награды парфюмеру, который добился наибольшего успеха на поприще создания новых ароматов.
Первоначально Премия носила название Prix Francois Coty. Вероятно поэтому часто CVIFP называют «Премией Коти».
С 2007 года Премия стала назваться Cosmetic Valley's International Fragrance Prize.
По традиции церемония награждения лучшего «композитора ароматов»  проходит в замке-отеле, построенном в стиле XVIII века.
Замок, некогда принадлежавший Франсуа Коти, расположен в сердце Долины Луары, в Шато д'Артиньи.
Присуждаемая Высокая Премия — это не только денежная награда для лауреата, но и престижная реклама его последующих творений.
Со времени учреждения Премии звания 
«великого носа» удостоились около тридцати парфюмеров нынешнего столетия.
Жюри, состоящее из признанных профессионалов в области парфюмерии, как полагают, делает свой выбор на основе объективной и беспристрастной оценки ароматов, представленных на Конкурс претендентами.